# Manfred Fink (Physiker)
Manfred Fink (* 16. August 1937 in Berlin; † 16. November 2023 in Austin) war ein deutscher Physiker (experimentelle Atomphysik und Molekülphysik), der an der University of Texas wirkte.
Fink war der Sohn von Kurt Fink, einem Bibliothekar und dessen Frau Auguste Fink (geb. Handermann). Beide Eltern stammten aus Speyer, lebten aber in Berlin. Der Vater fiel im Zweiten Weltkrieg und die Mutter ging nach Kriegsende mit ihren drei Kindern zurück nach Speyer. Als Jugendlicher arbeitete Fink der BASF im nahen Ludwigshafen.
Fink studierte Physik an der Universität Karlsruhe bei Joachim Kessler mit dem Diplom 1962 und der Promotion 1966. Als Student baute er mit Klaus Jost einen Apparat (mit elektrostatischem Beschleuniger) zur Elektronenbeugung und maß damit Bindungslängen von Molekülen in Gasen. Die zugehörigen Veröffentlichungen verschafftem ihm Aufmerksamkeit in den USA. Als Post-Doktorand war er an der Indiana University bei Russell Bonham und ab 1967 an der University of Texas at Austin. 1969 wurde er dort Assistant Professor, 1973 Associate Professor und 1980 Professor.
Er befasste sich mit Elektronenstreuung (Elektronenbeugung) in Gasen mit dem Ziel der Strukturaufklärung der Moleküle, mit numerischer Überprüfung von Streutheorien sowie mit amorphen Materialien, Elektronenoptik,  Positronenquellen und Ramanspektroskopie. In den 1990er Jahren baute er ein Experiment zur Messung von Neutrinomassen aus der Messung des Endpunktes des Schwanzes der Energieverteilung der beim Betazerfall von Tritium entstehenden Elektronen.
Er heiratete 1964 Ingrid Fink und hatte zwei Söhne.
Fink starb am 16. November 2023 in Austin, Texas.

## Schriften (Auswahl)
- Moleküle – Spektroskopie und Strukturen , in: Bergmann-Schaefer Lehrbuch der Experimentalphysik, De Gruyter, Band 4, De Gruyter 2003